# Roxy-Palast

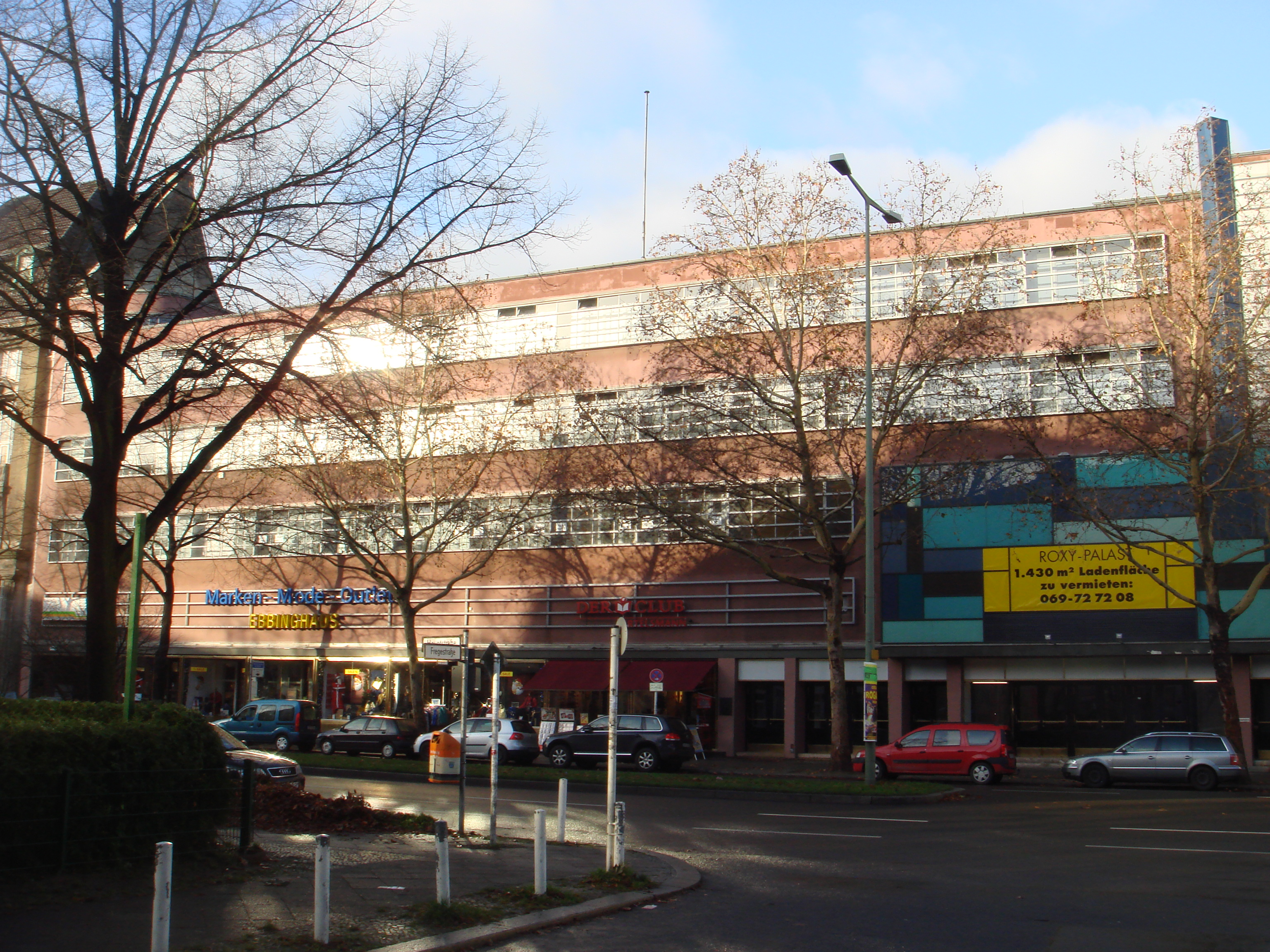
Der Roxy-Palast in Berlin-Friedenau

Der Roxy-Palast wurde 1929 in der Hauptstraße 78/79 im Berliner Ortsteil Friedenau des damaligen Bezirkes Schöneberg als Kino- und Bürogebäude fertiggestellt. Der von Martin Punitzer im Stil der Neuen Sachlichkeit entworfene Bau steht seit 1988 unter Denkmalschutz. 1986 wurden im Gebäude beim Bombenanschlag auf die Diskothek La Belle drei Menschen getötet.

## Lage, Baugeschichte und Architektur

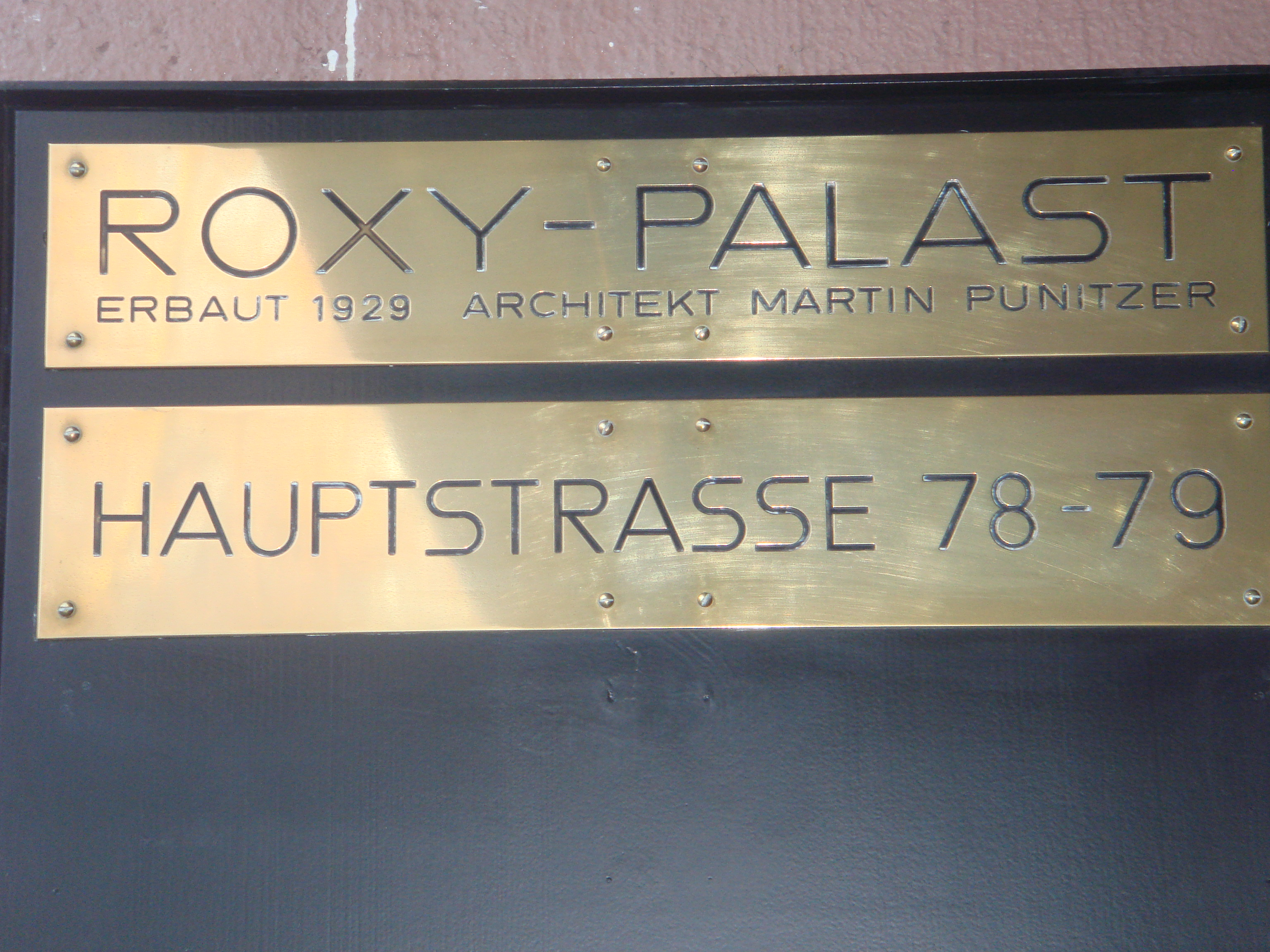
Hinweistafel am Seiteneingang des Roxy-Palastes

Das Gebäude wurde als Büro- und Geschäftshaus mit integriertem Lichtspieltheater in Stahlskelettbauweise errichtet. Bauherr war die Berliner Bau- und Terrain AG, den Entwurf lieferte der Architekt Martin Punitzer (1889–1949), der später von den Nationalsozialisten als Jude verfolgt wurde und nach Chile emigrierte.

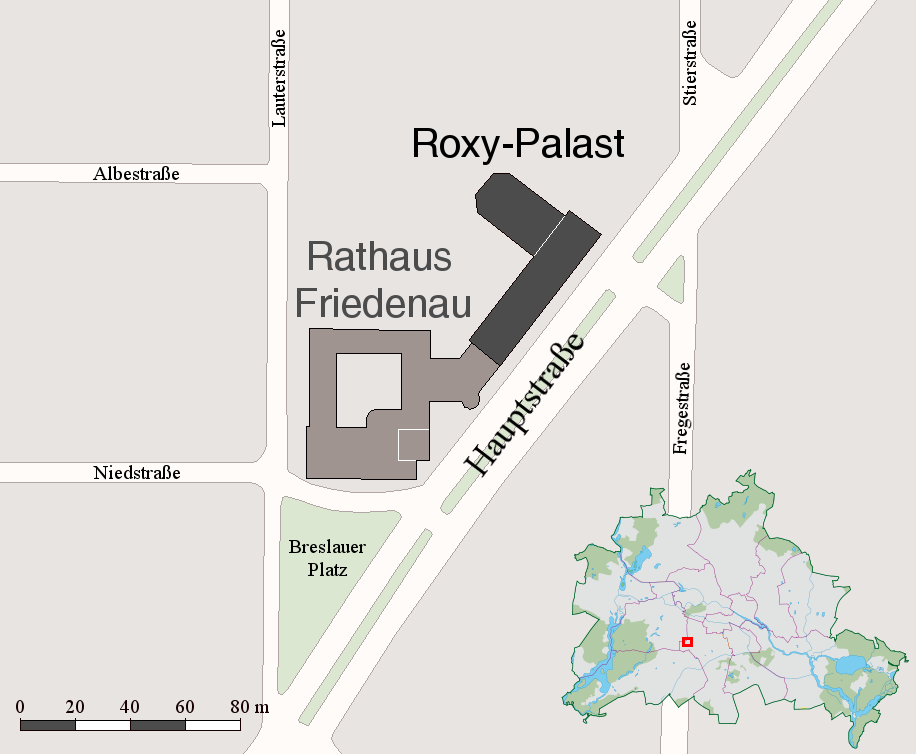
Lage des Roxy-Palastes mit dem Rathaus Friedenau

Das Gebäude befindet sich am südwestlichen Ende der Hauptstraße, kurz bevor diese am Breslauer Platz in die Rheinstraße übergeht. Die Hauptstraße verläuft diagonal von Nordosten nach Südwesten, während die beiden Nebenstraßen der Hauptstraße, die den Block des Roxy-Palastes abgrenzen – Stier- und Lauterstraße – in Richtung Norden abgehen. Dadurch hat das Grundstück des Roxy-Palastes die Form eines rechtwinkligen Trapezes. Die Grenzen des Grundstücks zu den Nachbargebäuden bilden die (parallelen) Grundseiten des Trapezes: nördlich zur Hausnummer 77, einem Geschäftsgebäude, und südwestlich zum Rathaus Friedenau. Die (nichtparallelen) Schenkel des Trapezes bilden Vorder- und Rückseite des Grundstücks: der kürzere, rechtwinklige Schenkel grenzt an die Front zur Hauptstraße, während der längere Schenkel die rückwärtige Grenze zur Blockrandbebauung der Lauterstraße bildet.
Das Grundstück ist zur Hauptstraße hin rund 59 Meter breit, während die Rückseite wegen der Trapezform rund 73 Meter breit ist. An der schmalen Seite – davorstehend links, zum Rathaus Friedenau hin – ist das Grundstück 20 Meter tief, während es an der breiten Seite – davorstehend rechts, zum nördlichen Nachbargebäude hin – knapp 63 m tief ist. Auf diesem ungünstig geschnittenen Grundstück entwarf Punitzer „raumökonomisch geschickt“ einen viergeschossigen Riegelbau von 59 m Breite und 14 m Tiefe, der das Foyer des Kinos im nördlichen Teil überspannt. Das Kino selbst erstreckt sich in den tieferen Teil des Trapezgrundstückes.
Das Bürogebäude ist ein dreiständriger Stahlskelettbau mit zwei Treppenhäusern, eines am Nord- und eines am Südende. Im Südteil des Erdgeschosses war das Kaufhaus Lauterbach untergebracht, später wurde diese Fläche in Läden unterteilt, und dann als Diskothek genutzt (siehe: La Belle). Über dem Kaufhausbereich hat das Gebäude drei Bürogeschosse, über dem höheren Kinosaal nur zwei. Das Kino hatte ein großes Parkett mit 24 Sitzreihen und bis zu 28 Sitzen je Reihe, neun zweisitzige Parkettlogen, einen Orchestergraben für Stummfilme und einen Rang. Insgesamt besaß das Kino 1106 Plätze.

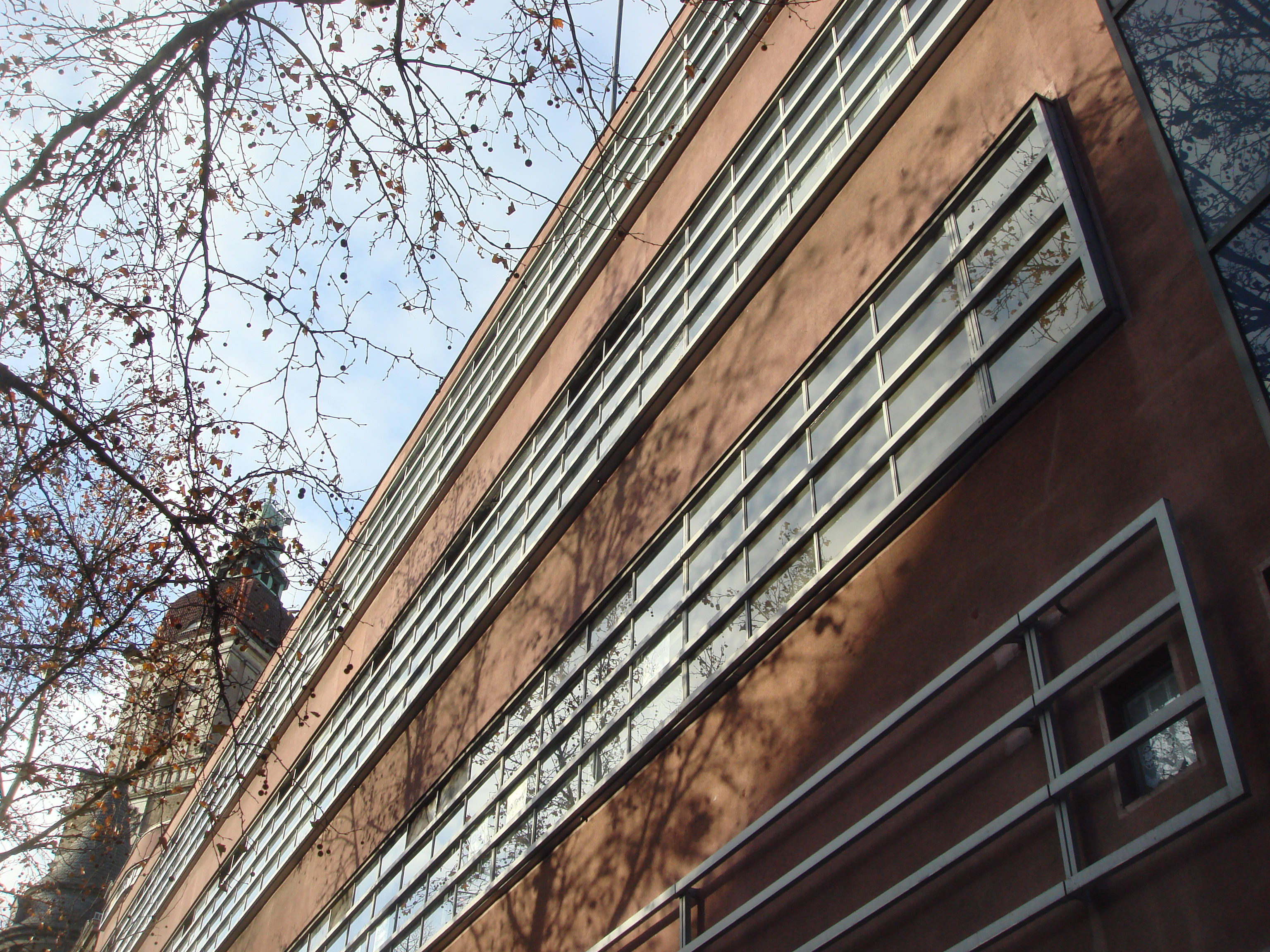
Fensterbänder des Roxy-Palastes

Die Straßenfassade des Roxy-Palastes ist in den Obergeschossen mit langgestreckten, durchlaufenden Fensterbändern gestaltet, die nur durch die Fenster des nördlichen Treppenhauses unterbrochen werden. Die Idee des Architekten war es, mit den Fensterbändern mehrere Filmstreifen zu symbolisieren. Das Erdgeschoss war komplett verglast, und nahm im Kaufhausteil Schaufenster und Glastüren auf. Über dem Eingang des Kinos befand sich ein vertikaler Pylon mit einer abstrakten Reklamefläche aus farbigem Glas.

## Nutzungsgeschichte und Umbauten
Das Kino eröffnete am 31. Oktober 1929 um 21 Uhr mit der Berliner Premiere des Stummfilms Andreas Hofer, der mit Unterstützung der Tiroler Landesregierung gedreht worden war. Ehrengäste der Eröffnung waren der Staatssekretär im preußischen Innenministerium Wilhelm Abegg, Polizeivizepräsident Bernhard Weiß, Oberst der Schutzpolizei von Hellriegel sowie der Bürgermeister von Friedenau. Der Kino-Direktor stellte das geplante Programm des Hauses in seiner Eröffnungsrede wie folgt dar: „Es wird uns leider unmöglich sein, immer die besten Filme zu bringen. Wir Deutsche wollen deutsche Filme sehen, aber uns armen Deutschen fehlt das Geld, darum…“ In der KPD-Zeitung Die Rote Fahne bezeichnete ein Rezensent den gezeigten Film Andreas Hofer als „[d]eutschnationale[n] Mist, in jeder Beziehung“, und konstruierte in Anwendung der Sozialfaschismusthese einen Zusammenhang zwischen der Anwesenheit von SPD- und Polizeivertretern bei der Premiere und den angeblich von der Schober-Regierung in Österreich unterstützten Putschvorbereitungen der Heimwehren.

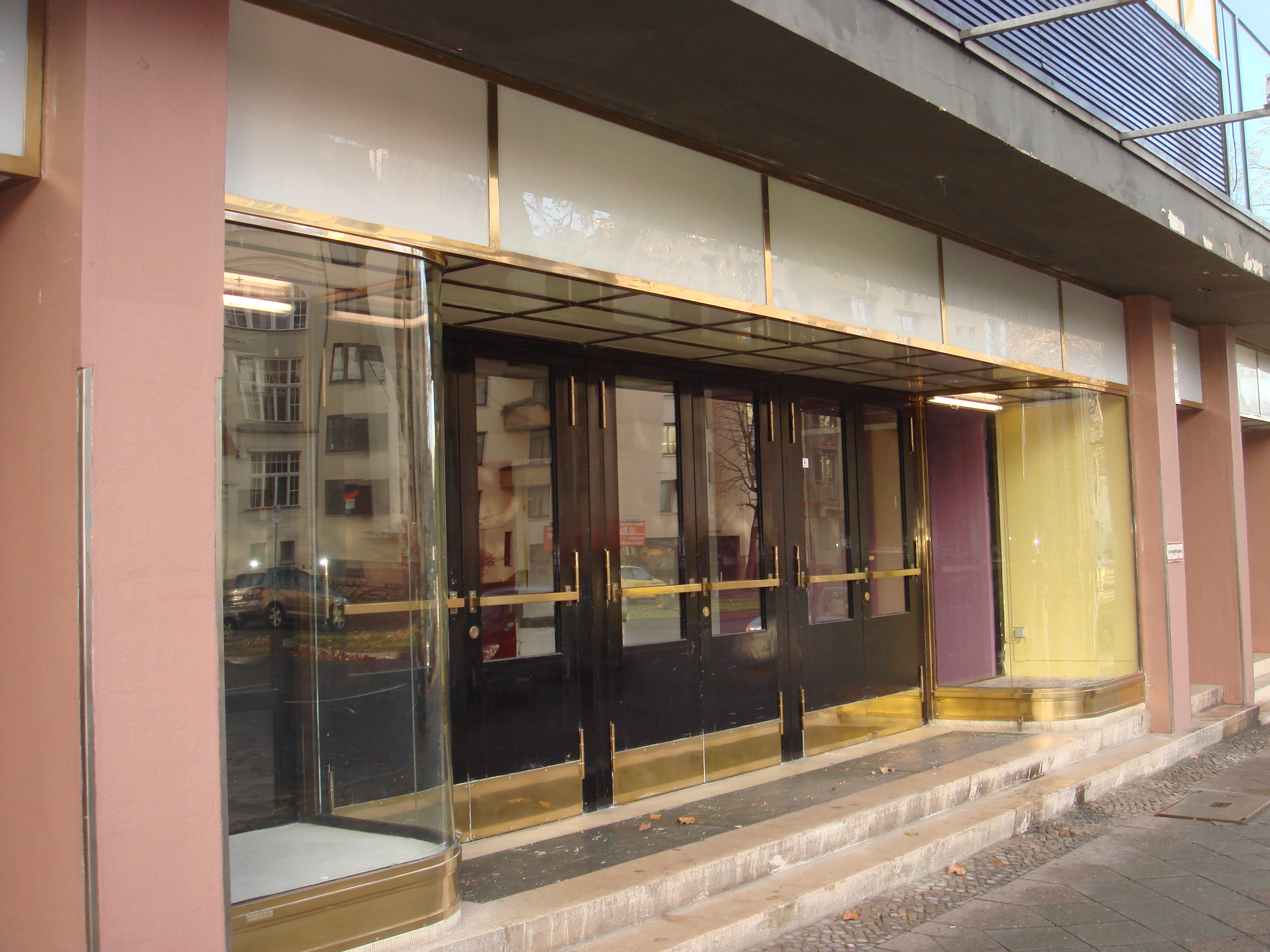
Ehemaliger Kinoeingang

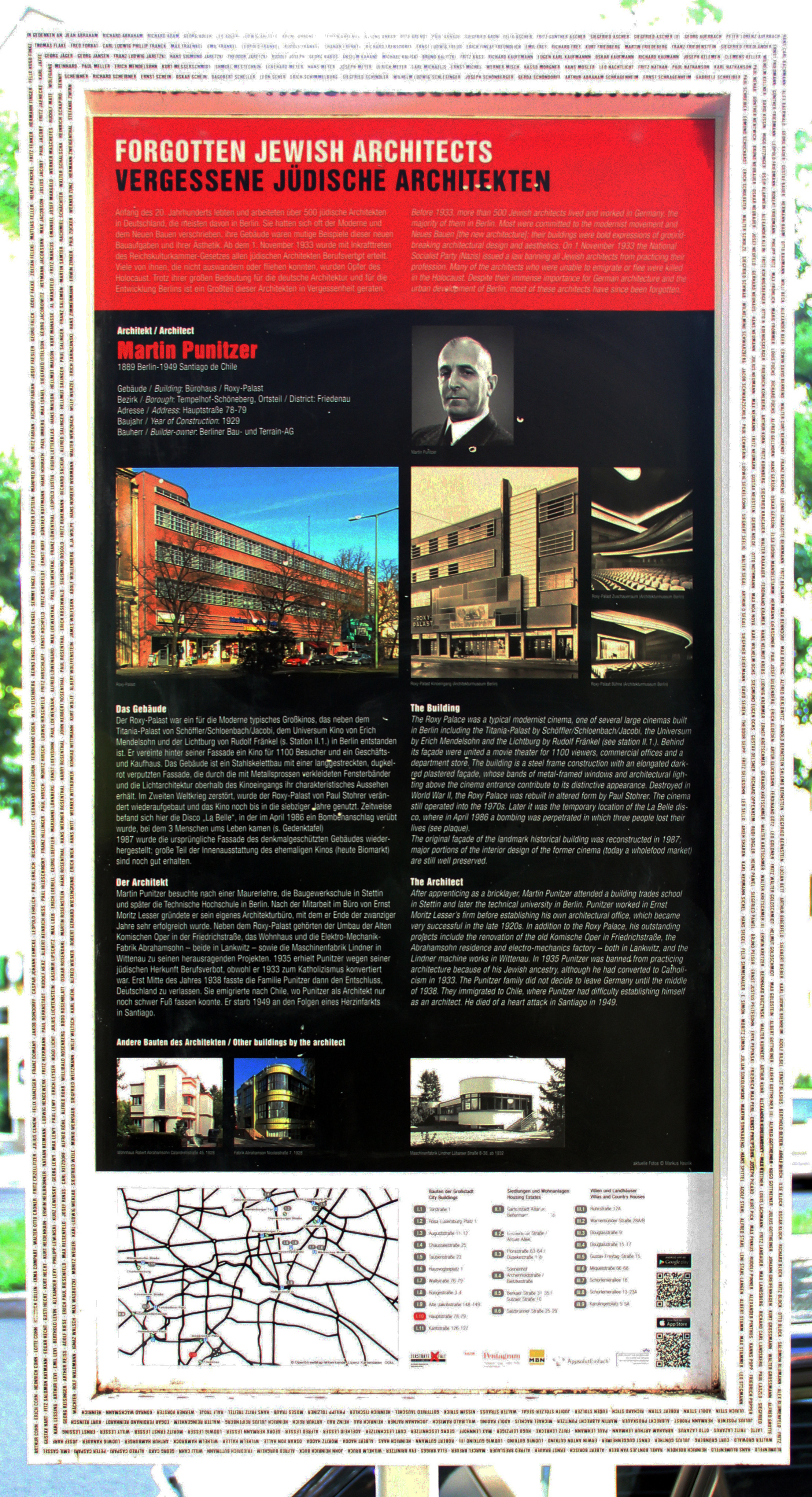
Gedenktafel in der Hauptstraße 78

Gegenüber dem Roxy-Palast sollte um 1930 an der Ecke zur Fregestraße ein sechs- bis siebengeschossiges Hertie-Warenhaus des Architekten Johann Emil Schaudt im Stil der Neuen Sachlichkeit als „Einfalltor“ zu den damals neu gebauten Wohnanlagen an der Rubensstraße und den Ceciliengärten errichtet werden. Der Bau kam allerdings nie über die Planungsphase hinaus.
Das Berliner Adressbuch verzeichnete 1931 unter der Adresse Hauptstraße 78/79 als Mieter des Gebäudes neben dem Kino Roxy-Palast zwei Werbeagenturen (darunter die Deutsche Eisenbahn-Reklame GmbH), ein Verkaufsbüro für Ceresit (damals ein Produkt der Wunner’sche Bitumenwerke GmbH in Unna, heute: Henkel), einen Facharzt und die Berliner Niederlassung der Groß-Ziethener Kies- und Sandwerk GmbH.
Das im Zweiten Weltkrieg teilzerstörte Gebäude wurde 1951 nach Plänen des Stuttgarter Architekten Paul Stohrer zusammen mit Bruno Meltendorf wieder aufgebaut. Dabei wurde die Anzahl der Sitzplätze von ursprünglich 1106 Plätzen auf 998 reduziert.
In Berlin fehlte in der Nachkriegszeit ein geeignetes Konzerthaus. Wie auch andere im Krieg erhalten gebliebene große Filmpaläste wurde der Roxy-Palast für Aufführungen von Konzerten ausgerüstet. „In das repräsentative 1000-Platz-Theater Roxy in Berlin-Friedenau, das zur Kinogruppe des Theaterbesitzers Hugo Lembke gehört, wurde ein Orchesterraum für 40 Musiker eingebaut. Die gute Akustik des Hauses überraschte, als zur Einweihung der Künstlernoteinsatz Figaros Hochzeit aufführte. Außerdem wurden nach Ideen Theaterleiter Ungers die Kassen modernisiert. Geschickte Raumausnutzung und rationalisierte Innenausstattung beschleunigen den Kartenverkauf und erleichtern die Arbeit der Kassiererinnen. Die Kartenschränke wurden für Satz- und Rollenkarten kombiniert.“
Der Schriftsteller Uwe Johnson, der sich seinerzeit in New York aufhielt, mietete 1967 nach dem Verlust seines Ateliers in der nahegelegenen Niedstraße 14 durch Brand einen Geschäftsraum im kaum 400 m entfernten Gebäude an, um die geretteten Teile seiner Unterlagen aufzubewahren. Nach seiner Rückkehr nach Berlin nutzte Johnson den Raum über dem Roxy-Palast von September 1968 bis September 1974 als „Schreibzimmer“ und verfasste dort große Teile seines Hauptwerkes Jahrestage.
Das Kino schloss Mitte der 1970er Jahre. Nach einer Zwischennutzung als Veranstaltungsort (u. a. mit Livemusik) eröffnete auf der ehemaligen Kaufhausfläche – nicht im Kinosaal – die Diskothek La Belle, in der 1986 bei einem Bombenattentat drei Menschen starben und 28 schwer verletzt wurden.
Die Diskothek wurde nach dem Anschlag nicht mehr weiterbetrieben.
Die ursprüngliche Fassadengestaltung wurde 1987 wiederhergestellt, und ein Teppichgeschäft der Einzelhandelskette Gota zog in den Kinosaal ein, das 2009 wieder schloss. Die davorstehend links befindlichen Geschäfte sind weiterhin vermietet.
Nach mehr als einjähriger Umbauzeit eröffnete im Juni 2011 im Eingangsbereich und auf der Parkettfläche des ehemaligen Kinosaals ein Bio-Lebensmittelmarkt.
Im April 2018 stellte die Künstlergruppe Momenta für einen Monat Werke von fünf Künstlern in den Räumen des ehemaligen Ladengeschäftes aus.
Anschließend wurde der denkmalgeschützte Roxy-Palast unter der Planung von Klaus Schlosser Architekten erneut umgebaut, saniert und modernisiert und 2020 fertiggestellt. Die alte Reklamefläche aus vor allem grünfarbigen Glastafeln wurde in Zusammenarbeit mit der Künstlerin Sinta Werner durch ein neues mehrfarbiges Farbkonzept ersetzt. Seit dem Umbau wird der Roxy-Palast gewerblich genutzt und dient als Ausbildungsstandort, Coworking-Space und Ladenfläche.